# 食品表示検定
食品表示検定（しょくひんひょうじけんてい）は食品表示検定協会が実施する、日本国内に流通している飲食料品の食品ラベルの表示に関する「表示する力」「読み取る力」に関する検定である。JAS協会(日本農林規格協会)が試験実施の後援を行っている。
- 2009年3月17日に、食品表示検定協会が設立された。同年11月には中級試験を、翌2010年2月に初級試験を開催。

## 概要
日本国内で飲食料品を流通させるためには、食品のラベル表示が義務づけられている。ラベルには、名称や銘柄、生産県や輸入国、品物の消費・賞味期限や、保存や取り扱いの方法、添加物やアレルギー食品、遺伝子組み換え食品などの情報を、義務または任意で表示する必要がある。全ての飲食料品を横断する遵守事項のほか、米、しいたけ、うなぎなど、品目によっては個別の表示義務を定めているものも多数ある。また、昨今の健康ブームによって健康食品が多数製造販売されるようになり、栄養成分の正しい表現や、誇大な表現で消費者をあおる表示についても規定を設けている。
しかし、これらに関連する法令は、JAS法、食品衛生法、景表法、計量法、健康増進法、医薬品医療機器等法など、複数の省庁・法令が絡む結果となり、横断的な取りまとめ資料や公的な指導要綱もない状態が続いていた。4000ページ以上に及ぶ法令を把握することは非常に難しく、また食品添加物の技術の進歩、食品偽装などの事件事故の度、頻繁に法令が追加・改正されるため、常に最新の情報を把握しておくことが難しかった。
これらを横断的、体系的に学び、消費や流通に役立てるための検定である。

## 検定の詳細

### 試験日程
2009年度
中級　2009年11月24日(火)
初級　2010年2月14日(日)
2010年度
2010年11月21日(日)　初級：午前、中級：午後
2011年度
2011年6月15日(水)　初級：午前、中級：午後
2011年11月20日(日)　初級：午前、中級：午後
2011年11月27日(日)　上級
2012年度
2012年6月13日(水)　初級：午前、中級：午後
2012年11月18日(日)　初級：午前、中級：午後
2012年11月25日(日)　上級
2013年度
2013年6月12日(水)　初級：午前、中級：午後
2013年11月24日(日)　初級：午前、中級：午後
2013年12月1日(日)　上級
2014年度
2014年6月11日(水)　初級：午前、中級：午後
2014年11月23日(日)　初級：午前、中級：午後
2014年11月30日(日)　上級
2015年度
2015年6月10日(水)　初級：午前、中級：午後
2015年11月22日(日)　初級：午前、中級：午後
2015年11月29日(日)　上級

### 検定級
初級
目的・・・安全・安心な食品を選ぶことができる。食品表示の基礎知識を仕事に生かすことができる。
対象者・・・食品表示を理解し、商品を選択したい消費者
食品の生産、製造、流通などの業種に勤務する者の初心者
食品業界・スーパーへの就職希望者、調理師、栄養士などの職に就く者
食品表示を理解し、商品を選択したい消費者
受験資格・・・なし
中級
目的・・・食品表示の業務に携わる従業者が、正しく誤解のない客の質問に的確に答えるなど。
対象者・・食品表示の知識が必要とされる食品の生産・製造・流通の従業者
食品業界、または飲食料品を取り扱う小売業の品質管理者
飲食良品の生産者、食品メーカー、小売などで専門知識が必要な人
受験資格・・・なし
上級（2011年から開催）
目的・・・食関連従業者のなかでも監督責任者の職に生かすことができる
対象者・・・食品表示を、食の生産・製造・流通・小売において責任を持って行う人
(品質管理部門責任者、販売部門責任者など）
受験資格・・・中級合格者のみ

### 検定の行われ方
- 試験内容　・・・　「食品表示検定 認定テキスト」からの基礎知識と、それを理解した上での応用力を問う
- 出題形式　・・・　初級・中級：マークシート方式による選択問題

　　　　　　　　　　上級：マークシート方式による選択問題および記述式
- 試験時間　・・・　初級・中級：90分、　上級：150分
- 合格基準　・・・　初級・中級：70点、　上級：80点
- 2010年度の受験者数は、5,245名、2011年度の受験者数は9,809名（初級3,523名　中級5,478名　上級808名）（食品表示検定協会 公式HPより）。

## 習得できる内容
食品表示の目的と役割、食品の流通、食品情報の追跡、関連法令、表示対象など
生鮮食品の食品表示
野菜、果物、米、食肉、卵、魚介・海藻の単体商品、及びカット商品(刺身パックなど)・カット混合商品(焼肉セットなど)、有機食品の表示など
加工食品の表示
表示の原則、および表示方法、表示項目と内容（名称、原材料、原料原産地・原産国、アレルギー、食品添加物、遺伝子組み換え食品、内容量、期限表示、保存方法、製造者。輸入者・販売者、栄養表示)
個別に基準を設けている品目について
果物、米、乾しいたけ、食肉(事前包装品)、牛肉、食用鶏卵、たれつき肉、ソーセージ類、チルドハンバーグ、鮮魚(事前包装品)、パック詰めされた生かき、ゆでがに、うなぎ加工品、塩干魚類、魚卵、魚肉練り製品、漬物、豆腐・納豆、ゆで麺・生麺、乾麺、即席麺、調理冷凍食品、牛乳・乳飲料、乳製品(チーズ・アイスクリーム)、マーガリン類、調味料、レトルト、缶詰、はちみつ類、菓子、ミネラルウォーター、清涼飲料水、パン類、弁当・惣菜
食品に付けられているいろいろなマーク
JASマーク、特定JASマーク、有機JASマーク、生産情報公表JASマーク、特定保健用食品マーク、特別用途食品、HACCPマーク、飲用乳の公正マーク、塩の公正マーク、Eマーク、JHFA認定マーク、エコファーマーマーク、ほか容器包装識別マークなど

## 運営
この検定は食品表示検定協会によって運営されている。運営内容は以下のとおりである。
- 食品表示に関する能力検定試験制度の開発・実施
- 食品表示に関する知識を有する人材の教育
- 食品表示に関する情報提供、知識の普及
- 食品表示のあり方及び情報提供の仕組みに関する研究

運営委員会
- 【代表】宮城大学 教授 池戸重信
- 【副代表】日本トレーサビリティ協会 代表 大見英明(コープさっぽろ理事長）
- 【委員】
  - ハウス食品株式会社 常務執行役員ソマテックセンター所長 田口昌男
  - ネスレ日本株式会社 代表取締役社長兼CEO　高岡浩三
  - 雪印メグミルク株式会社 取締役常務執行役員　小川澄男
  - 大塚製薬株式会社 専務執行役員 坂巻博司
  - 東京海洋大学 教授 日佐和夫

## 食品表示検定に関連する法令
1. JAS法（正式名称：農林水産物資の規格化及び品質表示の適正化に関する法律)／消費者庁
  - 目的：農林物資の品質に関する適正な表示、消費者の商品選択のための情報提供
  - 対象：一般消費者向けに販売されるすべての飲食良品（一部業者向けを含む）
  - 義務表示事項：名称、原材料名(食品添加物を含む)、原料原産地名（輸入食品の場合は原産国名)、製造者又は販売者(輸入品は輸入者)の氏名又は名称及び住所、「遺伝子組み換え食品」「遺伝子組み換え不分別」であることなど。そのほか、食品分類ごとに必要な表示事項が定められているの場合は、その事項。酒類はJAS法の対象外です。
2. 食品衛生法／消費者庁
  - 目的：飲食による衛生上の危険発生の防止
  - 対象：容器包装に入れられた加工食品（一部生鮮食品含む）
  - 義務表示事項：名称、食品添加物、消費期限又は賞味期限、保存方法、製造者氏名と所在地、アレルギー物質使用について、遺伝子組み換え食品（遺伝子組み換え作物)である旨、など
3. 景表法（正式名称：不当景品類及び不当表示防止法）／消費者庁
  - 目的：虚偽・誇大な表示の禁止
  - 対象：一般消費者向けに販売されているすべての食品
  - 禁止されている表現の例：優良誤認表示(商品・サービスの品質、規格そのほかの内容についての不当表示)
  - 内容について、実際のものよりも著しく優良であると一般消費者に示す表示や、事実に相違して競争業者に係るものよりも著しく優良であると一般消費者に示す表示（例：「合成保存料不使用は当社だけ」と表示しているが、実際は他社も同様である）
4. 健康増進法／消費者庁
  - 目的：健康及び体力の回復に役立て、健康の保持増進の効果についての虚偽・誇大な表示等の禁止
  - 対象：販売されている加工食品及び鶏卵(特殊卵)で、日本語により栄養成分表示をする場合
  - 表示事項：栄養成分表示は任意だが、表示する場合は「①熱量、②たんぱく質、③脂質、④炭水化物、⑤ナトリウム」の順に表示し、その他の栄養素は6番目以降に表示
5. 計量法 ／経済産業省
  - 目的：内容量等の適当な表示
  - 対象：容器包装に入れられた特定商品
  - 義務表示事項：内容量、表記者の氏名又は名称及び住所(特定商品とは、計量され販売される可能性の高い商品のうち、消費者保護の観点から規制すべきとされている商品)
6. 薬事法／厚生労働省
  - 目的：食品に対する、医薬品と誤認される効能効果の表示を禁止
  - 対象：容器包装に入れられた加工食品及びその広告など
  - 注意事項「病気の治療又は予防を目的とする効能効果、身体機能の増強・増進を目的とする効能効果」を標榜するものは「医薬品」とみなされ、薬事法の違反となる。

## テキスト及び検定内容作成委員会
- 池戸重信　（認定テキスト作成委員長）
宮城大学 食産業学部教授、東京農林水産消費技術センター所長、農林水産省食品流通局消費生活課長、（独）農林水産消費技術センター理事長
- 大西詳三　（食品表示問題研究会） 
農林水産省食品流通局食品表示対策室長、（独）農林水産消費技術センター理事、（財）日本食品分析センター理事
- 黒柳要次　（株式会社パデセア 代表取締役） 
三井造船（株）、（株）長銀総合研究所主任研究員、（株）イーエムエスジャパン代表取締役、東京商工会議所eco検定テキスト作成委員長
- 新蔵登喜男　（有限会社食品環境研究センター 代表） 
（社）日本食品衛生協会HACCP推進アドバイザー、農林水産省食品産業クラスターコーディネーター、千葉大学非常勤講師
- 鈴木ちはる（株式会社消費経済研究所 課長） 
（株）消費経済研究所 品質管理センター チーフテクノロジスト、輸入食品衛生管理者
- 日佐和夫（東京海洋大学 大学院教授） 
（株）消費経済研究所 ダイエー品質管理センター、（株）品質管理センター、イカリ消毒（株）、 （株）ビー・エム・エル
- 的早剛由（マトハヤ・フーズコンタクト株式会社 代表取締役） 
農林水産省消費技術センター那覇分室室長、（独）農林水産消費技術センター、（社）日本食品衛生協会HACCP推進アドバイザー
- 丸山豊（特定非営利活動法人日本オーガニック検査員協会 理事長）

## 関連団体など
- 食品表示検定　WEBセミナー
- 日本トレーサビリティ協会(2015年3月30日をもって解散、以降は デュアルカナム株式会社 札幌センター に業務引き継ぎ)

## 関連書籍
食品表示検定協会『食品表示検定 認定テキスト 初級』ダイヤモンド出版、2009年。ISBN 978-4478090060。